# Meta manchurica
Meta manchurica är en spindelart som beskrevs av Yuri M. Marusik och Koponen 1992. Meta manchurica ingår i släktet Meta och familjen käkspindlar. Inga underarter finns listade i Catalogue of Life.